# Dentelle de Bayeux

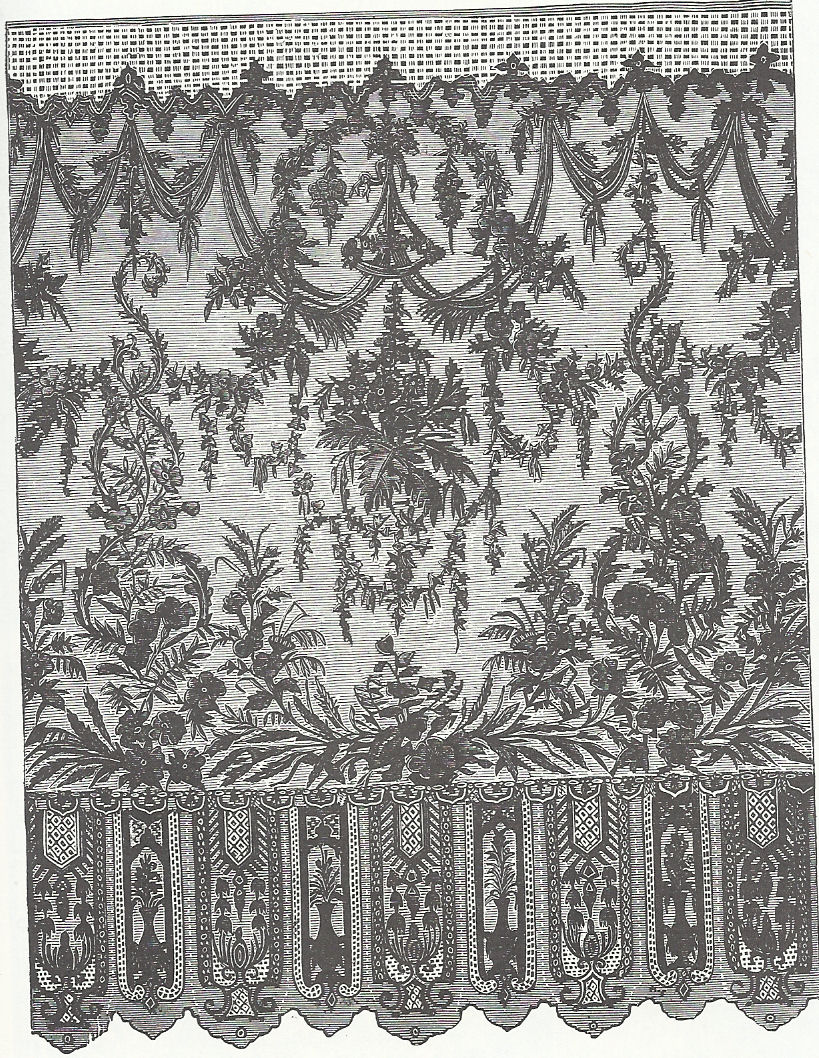
Dentelle de Bayeux, fin du XIXe siècle.

La dentelle de Bayeux est une dentelle originaire de la ville de Bayeux.

## Histoire
La tradition dentellière de Bayeux remonte au XVIIe siècle. Introduite à Bayeux par volonté épiscopale, la dentelle à la main atteint son apogée au XIXe siècle, participant alors à la renommée de la cité normande qui compte parmi les plus importants centres de production européens. 
C'est François de Nesmond, alors évêque de Bayeux, qui aurait fait venir à Bayeux deux sœurs de la Providence de Rouen, sœur Marie Leparfait et sœur Hélène Cauvin, à qui il confie la gestion du bureau des enfants assistés et qui auraient appris aux religieuses bayeusaines à manier les fuseaux. La confection prend alors son essor grâce aux religieuses qui forment des apprenties. Ainsi, le 24 janvier 1684, Mgr de Nesmond publie un règlement de l'Association pour le soulagement des pauvres, dans lequel il nomme des Dames pour « surveiller les petites filles qui s'occupent au travail de la dentelle et pour procurer du travail à celles qui n'en ont pas.» Ces Dames issues de la noblesse prennent en charge le fonctionnement d'un atelier et veillent sur les ouvrières qui leur sont confiées.

Dès le XVIIIe siècle, la fabrication de dentelle ne se limite plus à une activité pratiquée dans les établissements de charité pour atteindre une dimension industrielle, mais les manufactures religieuses demeurent les centres de formation des dentellières. En 1758, la confection de dentelle est devenue une activité importante pour la ville : Nous avons effectivement des Manufactures de Dentelles sans parler de 1 200 à 1 500 ouvrières répandues dans la ville, les fauxbourgs et les environs. Mais la Révolution freine ce développement. Les Sœurs de la Providence qui tiennent l'école de la Poterie et celle du Petit-Bureau, sont chassées de 1793 à 1800. Pourtant le commerce de la dentelle reprend dès le début du XIXe siècle. En 1824, il existe plus de vingt-cinq entreprises dont les deux principales sont alors la maison Tardif et la maison Carpentier-Delamare. Au milieu du XIXe siècle, la confection de dentelle atteint son apogée avec 15 000 ouvrières dans l'arrondissement, payées entre 50 centimes et 1,25 francs par jour, assurant une production entre 8 et 12 millions de pièces par an. À partir du XIXe siècle, la dentelle de Bayeux est régulièrement primée lors des expositions parisiennes (la maison Tardif obtient la médaille d'argent, et la maison Carpentier-Delamare la médaille de bronze au Louvre en 1819, puis l'argent en 1823 et l'or en 1827.) 
L’industrie de la dentelle à la main disparaît au profit des productions mécaniques au crépuscule du Second Empire. La concurrence d'autres régions et l'évolution des modes accélèrent son déclin. La tradition est néanmoins sauvegardée tout au long du XXe siècle grâce à l’activité de l’École de dentelle de la Maison Lefébure jusqu'en 1973, relayée depuis 1982 par le Conservatoire de la dentelle de Bayeux.Aujourd'hui, bien que la tradition de la dentelle soit préservée, elle est principalement pratiquée à des fins artisanales et touristiques.
Centre d’initiation et de formation, le Conservatoire installé dans la Maison d'Adam et Ève, a pour vocation la transmission du savoir-faire exceptionnel des dentellières de Bayeux. Mylène Salvador, Maître d’Art, en assumait la direction. Sous son impulsion, le Conservatoire est également devenu un lieu de recherche et de création travaillant pour les grands couturiers français. Parallèlement, les relations qu’elle entretient avec des artistes telles qu’Annette Messager, Ghada Amer ou Maria Hahnenkamp mènent à la création de véritables œuvres d’art contemporaines.

### La maison Tardif
En 1740, M. Clément, originaire de Caen, s'installe à Bayeux pour y créer une fabrique de dentelle. Il a comme employé, puis comme associé et en 1755, comme successeur, Charles Tardif. Son fils, Jean-Charles-Bernardin (1755-1812), prend la succession avec ses deux sœurs, Marie-Rose-Thomasse et Marie-Anne-Charlotte. L'entreprise adopte le nom : "Tardif fils aîné et sœurs". En 1811, le maire Genas-Duhomme commande à la maison Tardif un cadeau pour l'impératrice Marie-Louise d'Autriche, de passage à Bayeux avec Napoléon Bonaparte le 6 juin 1811. Le cadeau à l'impératrice consiste en un voile et une robe d'enfant en dentelle aux fuseaux destinés à leur fils Napoléon François Joseph Charles Bonaparte, né le 20 mars 1811. L'entreprise poursuit son développement sous la direction de Jean-Charles-Bernardin qui devient un personnage important à Bayeux. Il investit en effet dans la porcelaine, participe à la création d'un atelier de tissage et d'une école de dessin pour les artisans et vient en aide financièrement à la municipalité. Il meurt le 2 août 1812. Le conseil municipal décide de nommer une rue à son nom (qui existe toujours au XXIe siècle). Son frère, Alexandre Tardif lui succède et mène en parallèle une carrière politique.

### La maison Lefébure
En 1829, Mme Carpentier cède sa fabrique de dentelles à Augustin-René Lefébure (1798-1869), originaire de Beauvais. L'atelier fut successivement situé au 14 de la rue Saint-Jean, au 49 de la rue Général de Dais et aux no 9 et 13 de l'impasse Prud'homme. Sous l'impulsion d'Augustin (appelé Auguste) Lefébure, la production s'oriente vers l'industrie du luxe. Il invente une nouvelle dentelle, les blondes mates, fait réaliser des dentelles qui concurrencent celles de Chantilly ainsi que les mantilles espagnoles.
Il fonde l'entreprise Auguste Lefebure et fils, qui s'installe à Paris, rue de Cléry. Il continue à faire travailler les dentellières de Bayeux, tout en possédant des ateliers à Cherbourg et en Lorraine: « Je fabrique à Bayeux et je fabrique en Lorraine. J'ai créé à Bayeux la fabrication de la dentelle noire. Nous avons des ateliers, des maisons de charité, des maisons d'éducation de jeunes filles dirigées par des religieuses; nous avons dans telle maison 300, 400 ouvrières, dans une autre nous en comptons 500. A Cherbourg, j'ai un établissement appelé la Manufacture, où je fournis les dessins, les cardes, les fils, la soie (...). A Bayeux, nous fabriquons, en concurrence avec Alençon, le point d'Alençon, pour lequel nous employons le fil de lin ». Il reçoit la croix de chevalier de la Légion d'honneur en 1849. Il est aussi titulaire de la Médaille de Sainte-Hélène.
En 1869, Ernest Lefébure (1835-1913) (une rue porte son nom à Paris) et son frère Anatole succèdent à leur père à la tête de l'entreprise. Ernest Lefebure continue à préférer la tradition de la fabrication des dentelles à la main à la fabrication dentellière mécanique. Il travaille à la reconnaissance de la dentelle comme objet d'art et écrit un mémoire sur l'histoire de la dentelle de Bayeux et des ouvrages sur la dentelle et la broderie. Il est d'ailleurs secrétaire de l'Union centrale des arts décoratifs. La maison Lefébure est alors réputée pour ses productions de qualité en point d'Alençon, destinées à la haute bourgeoisie, à l'aristocratie et aux familles royales. Elle est située à Paris au 15 boulevard Poissonnière, puis au 8 de la rue Castiglione.
Ernest Lefebure est promu officier de la Légion d'honneur en 1889. C'est un patron catholique, membre du conseil d'administration de l'Union fraternelle du commerce et de l'industrie, fondée en 1891 et présidée par Léon Harmel. Il fonde fin 1897 et préside jusqu'en 1902 une autre association patronale, l'Union du commerce et de l'industrie pour la défense sociale, appelée à durer jusqu'à la fin des années 1930. 
Son fils Auguste dirige ensuite la maison, jusqu'à son arrêt en 1932, du fait de la concurrence de la fabrication industrielle de la dentelle. Il a été conseiller municipal de Paris, représentant le quartier de la place Vendôme, de 1919 à sa mort en 1936, et vice-président de ce conseil en 1928.
C'est à cette maison que Bayeux doit le maintien, jusqu'en 1973, d'une école dentellière..

## Description
Il s’agit d’une dentelle aux fuseaux réalisée par des ouvrières à domicile ou employées dans de petits ateliers (environ 15 000 vers 1830 pour le seul arrondissement de Bayeux).
Qu’il s’agisse des pièces en soie noire dites « Chantilly » à la finesse inégalée ou des « blondes de Caen » en soie écrue aux effets moirés, ce sont des dizaines de milliers de pièces qui sont alors exportées dans le monde entier et portées par les plus grandes souveraines d’Europe.
Ces dentelles peuvent se présenter sous la forme de métrages de rubans ou de volants à monter, mais on trouve également des châles, des étoles, des mantilles, des fichus, des barbes, des garnitures d’ombrelles ou d’éventails, autant d’éléments et d’accessoires de mode. Le Musée Baron Gérard de Bayeux constitue la collection publique de référence en la matière.